# Carex castanea
Espèce
Classification phylogénétique
Carex castanea est une espèce des plantes du genre Carex et de la famille des Cyperaceae.